# Adelwitz

Adelwitz auf einer geschichtlichen Karte des Kreises Liebenwerda (1910).

Adelwitz ist ein Ortsteil der Gemeinde Arzberg im Landkreis Nordsachsen, Sachsen. Sie gehört der Verwaltungsgemeinschaft Beilrode an.

## Geografie

### Geografische Lage
Adelwitz liegt zirka zwei Kilometer südlich von Arzberg und ist von dort über eine Verbindungsstraße, die weiter nach Köllitsch führt, zu erreichen. Der Ort ist nur wenige Kilometer von der Elbe entfernt. Zur Kreisstadt Torgau sind es etwa 12 Kilometer.

## Geschichte

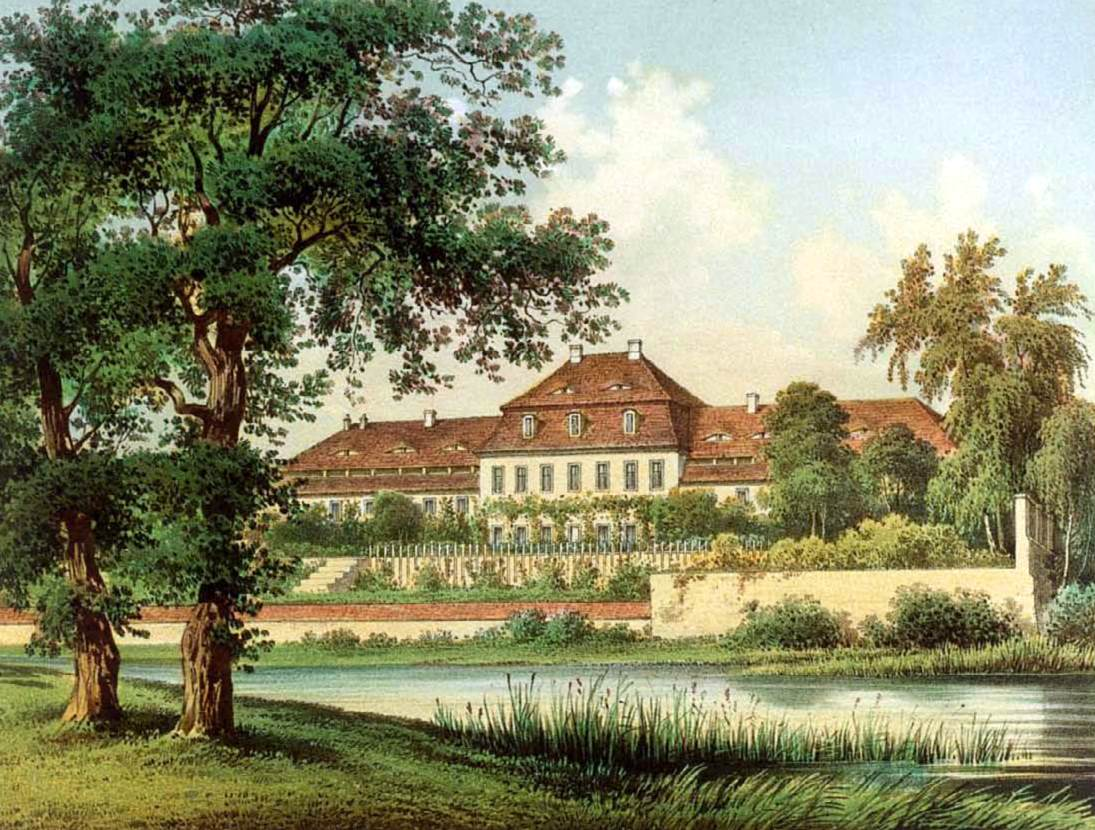
Rittergut Adelwitz, um 1861/62, in der Sammlung Alexander Duncker

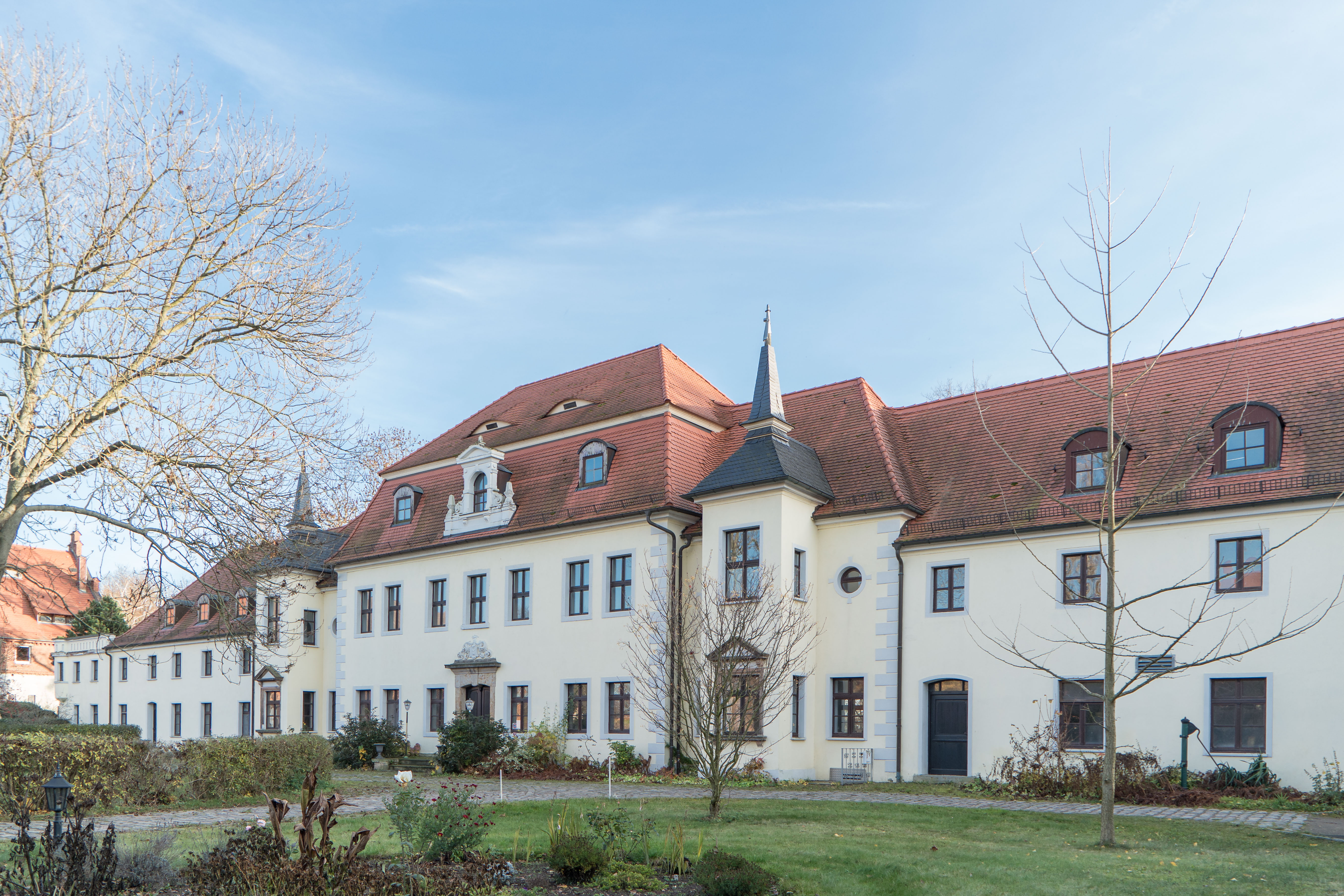
Rittergut Adelwitz 2015

Der Ort entstand um das gleichnamige Rittergut. 1349 besaß hier Otto von Eilenburg auf Sonnenwalde Geldzinsanteile als Meißnerisches Lehn. 1362 wurde der Ort erstmals als „Odalitz“ im Kirchenbuch von Blumberg genannt. Damals erhielt das Kloster Marienstern in Mühlberg 2 Hufen in Adelwitz zum Geschenk und kaufte die Geld- und Getreidezinsen. 1568 schenkte der Meißner Bischof Johann IX. von Haugwitz seinem Verwandten Christoph von Haugwitz drei abgabepflichtige Bauern in Adelwitz mit der Option, dort ein Rittergut oder Vorwerk anzulegen. Ab 1602 unterstanden diese drei Bauern mit ihren Gütern der Familie von Holtzendorff.
Die Besitzer des im Laufe des 17. Jahrhunderts gebildeten Rittergutes, in dem sich heute u. a. ein Hotel & Restaurant und eine Reitschule befinden, stammten aus den Familien von Hartitzsch, von Metzsch, Marschall von Bieberstein, Klotzsch, Neubaur und Nette. Die jeweiligen Gutsbesitzer mussten den sogenannten Landgraben, so weit er ihre Fluren berührte, ausschlämmen und reinigen. Schwere Schäden erlitten Ort und Rittergut während des Dreißigjährigen Krieges, als der schwedische General Johan Banér das Anwesen niederbrannte.
Etwa im zweiten Drittel des 18. Jahrhunderts kam Gut Adelwitz in bürgerliche Hände. Mittels preußischer Kabinettsorder vom 7. Dezember 1821 wurde das Rittergut in freies Erbe umgewandelt und unterstand unmittelbar dem Oberlandesgericht Naumburg. 1822 gab es in Adelwitz insgesamt 12 Häuser und 65 Einwohner. Bis 1848 existierte auch ein Patrimonialgericht, das seinen Sitz im Rittergut hatte. Um 1830 war nach alten Matrikeln Ludwig Otto Neubauer der Gutsbesitzer. Zeitgleich wurde das Gut Allodialbesitz bestätigt. Anfang der 1920er Jahre war Philipp Nette der Eigentümer des 398 ha großen Rittergutes, sein Sohn Hermann der Pächter. Letzter Eigentümer bis 1945 war dann der Landwirt Hermann Nette (1887–1970), verheiratet mit der Tochter des Generals Eckart von Bonin (1854–1928), Brunhilde von Bonin. Hermann Nette war auch mit weiteren Gutsbesitzern mindestens ein Jahrzehnt im Aufsichtsrat der Berliner Kindl-Brauerei AG und lebte nach der Enteignung in der Pfalz.
Bis 1815 gehörte Adelwitz zum Amt Wurzen des Stiftsamts Wurzen des Königreichs Sachsen, danach gelangte es durch die Bestimmungen des Wiener Kongresses an den Kreis Torgau des Regierungsbezirks Merseburg der preußischen Provinz Sachsen.
Am 28. April 1945 besetzten sowjetische Truppen den Ort, das Rittergut wurde dann im Zuge der Bodenreform enteignet und aufgeteilt. Am 20. Juli 1950 wurde Adelwitz zusammen mit Kathewitz nach Arzberg eingemeindet und gehörte bis DDR-Gebietsreform zum Land Sachsen, seit 1952 zum DDR-Bezirk Leipzig. 
Zwischen 1945 und 1991 gehörte Schloss Adelwitz der Gemeinde Arzberg und beherbergte Wohnungen. 1991 begann der Wiederaufbau zu einem Tages- und Touristikzentrum.
Der ehemalige Hotel- und Restaurantbetrieb wurde vor einigen Jahren geschlossen und das Rittergut Adelwitz ging 2021 in Privatbesitz über. Es wird seither nicht mehr gastronomisch genutzt und steht auch keinen öffentlichen Besichtigungen zur Verfügung.

## Unternehmen (Auswahl)
- Rittergut Adelwitz – Hotel und Restaurant
- Technologiezentrum Adelwitz
- Dressur- und Ausbildungsstall Rittergut Adelwitz Reitschule